# Гіпотеза Морделла
Гіпотеза Морделла — гіпотеза про скінченність множини раціональних точок на алгебричній кривій роду {\displaystyle g>1}. Висунув Морделл у 1922 році. Пізніше гіпотезу узагальнено з поля {\displaystyle \mathbb {Q} } на довільне числове поле. 1983 року Герд Фалтінгс довів твердження, і тепер його також називають теоремою Герда Фалтінгса.
Цей результат аналогічний простішому, але ідейного близькому твердженню де Франчіса: нехай {\displaystyle X} та {\displaystyle Y} — ріманові поверхні та рід {\displaystyle X} більший від одиниці; тоді існує скінченне число непостійних голоморфних відображень з {\displaystyle X} у {\displaystyle Y}.

## Формулювання
Нехай {\displaystyle C} — неособлива алгебрична крива роду {\displaystyle g} над полем {\displaystyle \mathbb {Q} }. Тоді множина раціональних точок {\displaystyle C} така:
- Випадок {\displaystyle g=0}: раціональних точок немає, або нескінченно багато; {\displaystyle C} є конічним перетином.
- Випадок {\displaystyle g=1}: раціональних точок немає, або {\displaystyle C} є еліптичною кривою, а її раціональні точки утворюють скінченнопороджену абелеву групу. (Це теорема Морделла, пізніше узагальнена до теореми Морделла — Вейля). Більш того, теорема Мазура про кручення обмежує можливу структуру підгрупи кручення.
- Випадок {\displaystyle g>1}: відповідно до гіпотези Морделла, що зараз є теоремою Фалгтінса, {\displaystyle C} має скінченне число раціональних точок.

## Доведення
Доведення Герда Фалтінгса використовує відомий спосіб зведення гіпотези до випадку гіпотези Тейта та інструменти алгебричної геометрії, включаючи теорію моделей Нерона. Інше доведення, засноване на діофантових апроксимаціях, дав Пол Войта. Елементарніший варіант доведення Войти дав Енріко Бомб'єрі.